# Дівча любе, чорнобриве…
«Дівча любе, чорнобриве…» — вірш Тараса Шевченка, написаний 1860 року в Санкт-Петербурзі.

## Написання
Єдиним джерелом тексту вірша є список В. М. Білозерського у «Більшій книжці». Список не датований. Вірш датується за одночасно переписаним до «Більшої книжки» віршем «Ой діброво — темний гаю!..»: 15 січня 1860 року, С.-Петербург.
Автограф, з якого вірш переписано Білозерським до «Більшої книжки», не відомий. Твір позначено цифрою «І», після нього під порядковим номером «II» рукою Білозерського переписано вірш «Ой діброво — темний гаю!..» з датою «15 стичня 1860. СПб.», яка, очевидно, стосується обох цих творів.

## Публікація
Вперше вірш надруковано за «Більшою книжкою» у виданні: «Кобзарь Тараса Шевченка / Коштом Д. Е. Кожанчикова» (СПб., 1867, стор. 640).

## Сюжет
Вірш є характерною для творчості останнього періоду життя поета соціально-викривальною ліричною мініатюрою, в якій він фіксує безпосередньо бачений життєвий факт і викликані ним свої почуття й роздуми (протест проти соціальної несправедливості, виражений у формі докору богові).